# Paul Staight
Paul Staight (* 8. Dezember 1974 in Werribee) ist ein australischer Badmintonspieler. 

## Karriere
Paul Staight nahm 1996 im gemeinsamen Herrendoppel mit Peter Blackburn an Olympia teil. Sie gewannen dabei ihr Auftaktmatch, unterlagen jedoch in Runde zwei und wurden somit 9. in der Endabrechnung. Im Jahr zuvor hatten beide bereits die Australian International gewonnen.

## Sportliche Erfolge
| Saison | Veranstaltung                 | Disziplin    | Platz | Name                           |
| ------ | ----------------------------- | ------------ | ----- | ------------------------------ |
| 1995   | Australian International      | Herrendoppel | 1     | Peter Blackburn / Paul Staight |
| 1995   | Auckland International        | Herrendoppel | 1     | Peter Blackburn / Paul Staight |
| 1995   | South Australia International | Herrendoppel | 1     | Peter Blackburn / Paul Staight |
| 1996   | Olympia                       | Herrendoppel | 9     | Peter Blackburn / Paul Staight |